# Новосибирский приборостроительный завод
Производственное объединение «Новосибирский приборостроительный завод» — российская компания, занимающаяся разработкой и производством оптико-механических и оптико-электронных приборов, предприятие оптико-механической промышленности СССР и России.
В соответствии с Постановлением Правительства РФ от 21.11.2008 № 873 и приказом Государственной корпорации «Ростехнологии» в 2009 году был включён в состав холдинга «Оптические системы и технологии» (ныне: холдинг «Швабе»).
Производит дневные прицелы, ночные прицелы с ЭОПами 1-го, 2+, 3-го поколения, тепловизионную технику, лазерные дальномеры, телескопы и измерительные приборы промышленного назначения. Поставщик прицелов и приборов наблюдения для российской армии, других силовых структур, а также на экспорт.

## История
Предприятие ведёт свою предысторию примерно с 1910 года — с открытия филиалов немецких оптических фирм «Карл Цейс» и «К. П. Гёрц» в городе Риге. Во время Первой мировой войны, в июле 1915 года, рижские мастерские были эвакуированы в Петроград, где в следующем году были объединены в единое предприятие — казённый оптический завод ГАУ. Затем в марте 1918 года завод был переведён в Воронеж, летом того же года из-за наступления войск генерала Краснова в Пермь, а в начале октября из-за наступления Колчака — в Подольск. К весне 1927 года предприятие перебазировалось в посёлок Баньки Павшинской волости Московского уезда, будущий Красногорск. В 1927 году предприятие получило название: «Павшинский завод точной механики № 19», в 1933 году перенумерованный в завод № 69. В декабре 1936 года завод был включён в только что образованный наркомат оборонной промышленности (НКОП), через два года он передан в НКВД и стал «Особым заводом НКВД». С первых лет существования предприятия определилась его основная специализация — оснащение Сухопутных войск прицельной и наблюдательной техникой. В 1939 году Особый завод НКВД вернули уже в НКВ, возвратив ему № 69. В апреле того же года заводу присваивается имя Ленина.
В начале Великой Отечественной войны осенью 1941 года предприятие эвакуируется в Новосибирск (на оставшихся в Красногорске производственных площадях в 1942 году было организовано новое оптико-механическое предприятие — Красногорский механический завод). Первый эшелон с оборудованием прибыл в Новосибирск 8 ноября 1941 года. Для его размещения были выделены корпуса Института военных инженеров железнодорожного транспорта (НИВИЖТ), а также Военной школы пограничников с её казармами и конюшнями. Из Красногорска были перевезены свыше 2400 станков (в том числе до 500 оптических). Всего в город прибыли 20 эшелонов с оборудованием и 14 тыс. работников и членов их семей. В период эвакуации два с половиной месяца завод не выпускал продукцию, пока велось его строительство. 27 декабря 1941 года главный сборочный цех был сдан в эксплуатацию. К началу 1942 года работало 22 цеха. План 1941 года был выполнен на 92 процента.
В годы войны завод изготовлял орудийные панорамы ПГ, противотанковые и танковые (телескопические и перископические) прицелы, прицелы для миномётов и пулемётов, артиллерийские стереотрубы, зенитные дальномеры, визиры, бинокли. В качестве сопутствующей продукции на заводе изготовлялись ряд наименований деталей для пистолетов-пулемётов ППШ, затем отправлявшиеся на сборочные заводы. За успешную работу в годы войны завод был 9 июня 1945 года награждён орденом Ленина. Директором завода с 1941 по 1948 годы был А. С. Котляр.
После Победы в 1945 году к заводу № 69 был присоединён завод № 350 (бывший Ленинградский оптико-механический завод, также в 1941 году эвакуированный в Новосибирск).
В Новосибирске в начале 1970-х годов было организовано Центральное конструкторское бюро точного приборостроения (ЦКБ «Точприбор»), а затем и Сибирский научно-исследовательский институт оптических систем (СНИИОС)
Современный статус завода — акционерное общество, преобразовано из ФГУП 1 февраля 2011 года.

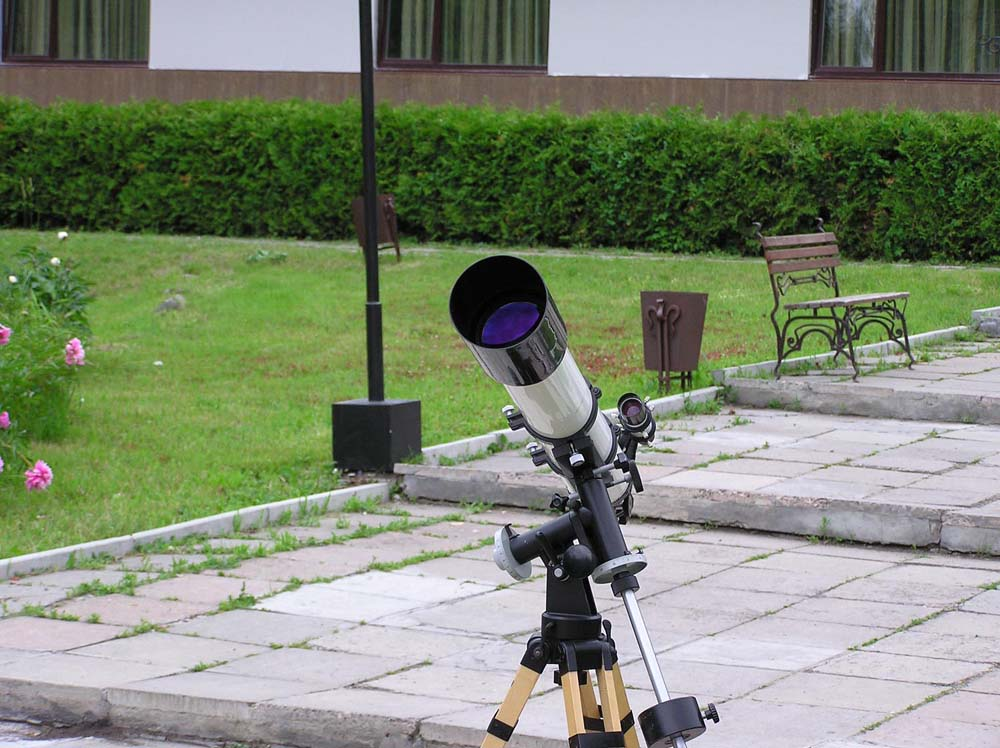
Телескоп ТАЛ-100

## Награды и звания

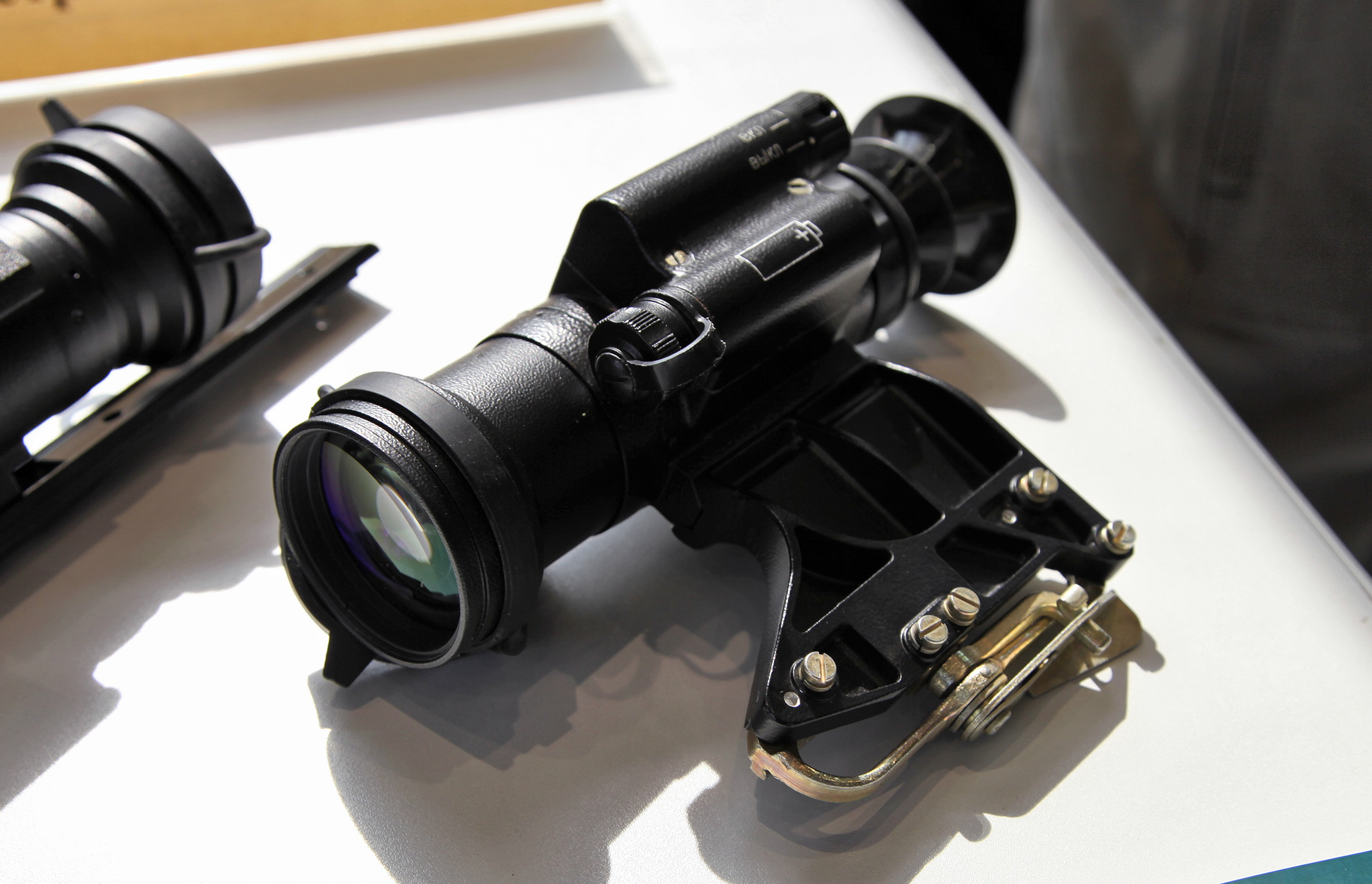
Стрелковый прицел 1ПН93-2

Схема Клевцова

1939 год — присвоение заводу имени Ленина.
1945 год — награждение завода орденом Ленина указом Верховного Совета СССР от 9 июля 1945 года.
1971 год — награждение завода орденом трудового Красного Знамени указом Верховного Совета СССР от 18 января 1971 года.
2001 год — премия администрации Новосибирской области за качество.
2003 год — золотая медаль Американо-Российской Торгово-Промышленной Палаты (ARCCI).

## Продукция
- Системы управления огнём для бронетанковой техники (Т-80, Т-90 и т. д.) и самоходной артиллерии (Акация, Мста-С, Нона и т. д.);
- танковые командирские приборы;
- приборные комплексы круглосуточной разведки;
- 1945 г. выпуск телескопа системы Максутова УШТ 1 модификации;
- 1946 г. выпуск УШТ 2 модификации.
- экваториальные монтировки для телескопов;
- катадиоптрические телескопы оригинальной системы Юрия Андреевича Клевцова, с апертурами 150, 200 и 250 мм (ТАЛ-150К, ТАЛ-200К, ТАЛ-250К);
- ахроматические рефракторы с апертурой 75, 100 и 125 мм, апохроматические рефракторы на простых стёклах 125 и 150 мм, классические апохроматы — рефракторы 200 мм[источник не указан 4269 дней];
- рефлекторы с апертурой 65 («Алькор»), 110 («Мицар»), 150 мм[источник не указан 4661 день];
- ночные и дневные оптические прицелы: ПУ, «Антиснайпер», СПП, НСПУ, НСПУМ и т. д.;
- лазерные целеуказатели ЦЛН-1К и ЦЛН-2К.

## Санкции
12 декабря 2023 года, из-за российского вторжения на Украину, завод включён в блокирующий санкционный список США против компаний поставляющих продукцию для российской военно-промышленной базы как компания производящая оптику для российских вооруженных сил и ФСБ.
20 мая 2025 года компания включена в санкционный список стран Евросоюза:

Предприятие обеспечивает поставку своей продукции, в том числе оптического прицела «1П97», предприятиям военной промышленности, которые включают её в состав военной техники, например, снайперских винтовок «Чукавин», использовавшихся ВС РФ в агрессивной войне против Украины.— «Официальный журнал Европейского союза», Брюссель, 20 мая 2025 года